# Kaisa Parviainen
Katri „Kaisa“ Vellamo Parviainen (* 3. Dezember 1914 in Muuruvesi, Nordsavo; † 21. Oktober 2002 in Rauma) war eine finnische Speerwerferin. Sie war die erste Finnin, die eine Medaille bei Olympischen Sommerspielen erringen konnte.
Sie nahm 1948 in London und 1952 in Helsinki an den Olympischen Spielen teil. 1948 errang sie im Speerwurf mit einem Wurf über 43,79 m die Silbermedaille. Sie nahm auch an dem Wettbewerb im Weitsprung teil und belegte mit einem Sprung über 5,27 m den 13. Platz. Bei ihren zweiten Olympischen Spielen nahm sie nur noch im Speerwurf teil. Dabei kam sie aber mit einem Wurf von 39,82 m nicht über den 16. Platz hinaus.